# Offenhausen (Alta Áustria)
Offenhausen é um município da Áustria localizado no distrito de Wels-Land, no estado de Alta Áustria.